# Луиза Маргарита Прусская
Принцесса Луиза Маргарита Александра Виктория Агнес Прусская (нем. Luise Margarete Alexandra Viktoria Agnes von Preußen; 25 июля 1860, Потсдам — 14 марта 1917, Кларенс-хаус, Большой Лондон) — немецкая принцесса, позднее член британской королевской семьи, супруга герцога Артура Коннаутского. Она также была вице-королевой-консорт Канады, когда её муж служил генерал-губернатором Канады с 1911 по 1916 год.

## Биография
Принцесса Луиза Маргарита родилась 25 июля 1860 года в Мраморном дворце в Потсдаме в семье принца Фридриха Карла Николая (1828 — 1888), сына принца Фридриха Карла Александра и его жены Марии Саксен-Веймар-Эйзенахской. Мать Луизы Маргариты — Мария Анна Ангальт-Дессауская (1837 — 1906), дочь Леопольда IV, герцога Ангальтского. Её отец, племянник германского императора Вильгельма I, прославился как военачальник в битве за Мец во время Франко-прусской войны 1870 — 1871 годов. Отец Луизы Маргариты приходился также двоюродным братом германскому императору Фридриху III.

### Свадьба
13 марта 1879 года Луиза Маргарита вышла замуж за Артура Уильяма Патрика, герцога Коннаутского и Страхарнского в часовне Святого Георгия в Виндзорском замке. Принц Артур был седьмым ребёнком и третьим сыном королевы Виктории и Альберта Саксен-Кобург-Готского. Пара получила большое количество подарков, к примеру, королева подарила невесте алмазную тиару и жемчуга. На свадьбе присутствовали многие члены британской и германской королевских семей, например, Эдуард VII и Александра Датская. После церемонии Луиза Маргарита получила титул «Её Королевское Высочество, герцогиня Коннаутская и Страхарнская».

### Герцогиня Коннаутская
Первые двадцать лет брака герцогиня сопровождала мужа на различных мероприятиях по всей Британской империи. Супруги приобрели загородный дом в Багшоте-Парк в графстве Суррей, а их официальной резиденцией оставался Кларенс-хаус. В 1911 году, когда Артур Патрик стал генерал-губернатором, герцогиня Коннаутская отправилась с ним в Канаду. В 1885 году она стала командующим 64-го пехотного полка прусской армии, а в 1916 году — главным полковником 199-го канадского пехотного батальона.

### Смерть
Луиза Маргарита Коннаутская умерла от осложнений после перенесённых гриппа и бронхита 14 марта 1917 года в Кларенс-хаусе. Она стала первой из членов британской королевской семьи, чьё тело было кремировано. Прах был захоронен на Королевском кладбище Фрогмор.

## Дети
| Фотография | Имя                   | Дата рождения  | Дата смерти      | Примечание                                                                            |
| ---------- | --------------------- | -------------- | ---------------- | ------------------------------------------------------------------------------------- |
|            | Маргарита Коннаутская | 15 января 1882 | 1 мая 1920       | 15 июня 1905 года вышла замуж за кронпринца Густава VI Адольфа                        |
|            | Артур Коннаутский     | 13 января 1883 | 12 сентября 1938 | женился 15 октября 1913 года на Александре Дафф                                       |
|            | Патриция Коннаутская  | 17 марта 1886  | 12 января 1974   | 27 февраля 1919 года вышла замуж за сэра Александра Рэмзи; стала леди Патрицией Рэмзи |

## Награды и титулы

### Титулы
- 25 июля 1860 — 13 марта 1879: «Её Королевское Высочество принцесса Луиза Маргарита Прусская»
- 13 марта 1879 — 14 марта 1917: «Её Королевское Высочество, герцогиня Коннаутская и Страхарнская»

### Награды
- Орден Индийской короны (март 1879 года)
- Королевский орден Виктории и Альберта (1893 год)
- Орден Святого Иоанна Иерусалимского (1888)
- Королевский Красный Крест (1883)
- Орден Луизы[4]